# (29831) 1999 EV4
(29831) 1999 EV4 est un astéroïde de la ceinture principale d'astéroïdes découvert en 1999.

## Description
(29831) 1999 EV4 a été découvert le 13 mars 1999 à Woomera (Australie par Frank B. Zoltowski.

### Caractéristiques orbitales
L'orbite de cet astéroïde est caractérisée par un demi-grand axe de 2,69 ua, un périhélie de 2,59 ua, une excentricité de 0,04 et une inclinaison de 12,13° par rapport à l'écliptique. Du fait de ces caractéristiques, à savoir un demi-grand axe compris entre 2 et 3,2 ua et un périhélie supérieur à 1,666 ua, il est classé, selon la JPL Small-Body Database, comme objet de la ceinture principale d'astéroïdes.

### Caractéristiques physiques
(29831) 1999 EV4 a une magnitude absolue (H) de 13,7 et un albédo estimé à 0,053.